# 18979 Henryfong
18979 Henryfong este un asteroid din centura principală de asteroizi.

## Descriere
18979 Henryfong este un asteroid din centura principală de asteroizi. A fost descoperit pe 1 septembrie 2000 la Socorro, New Mexico, în cadrul proiectului LINEAR. Asteroidul prezintă o orbită caracterizată de o semiaxă mare de 2,60 ua, o excentricitate de 0,03 și o înclinație de 3,8° în raport cu ecliptica.